# 2007 na ciência

## Mortes
| Data            | Nome                     | Profissão                                                          | Nacionalidade               | Observações | Ref                                                                                        |
| --------------- | ------------------------ | ------------------------------------------------------------------ | --------------------------- | --- | ------------------------------------------------------------------------------------------ |
| 11 de janeiro   | Robert Anton Wilson      | escritor, filósofo, psicólogo, futurista, anarquista e pesquisador | Estados Unidos              | n. 1932 |                                                                                            |
| 7 de fevereiro  | Alan MacDiarmid          | químico                                                            | Nova Zelândia               | n. 1927 Medalha Rutherford 2000 Nobel de Química 2000 | [ 1 ] [ 2 ]                                                                                |
| 20 de fevereiro | Frank Albert Cotton      | químico                                                            | França                      | n. 1930 Prémio Leo Hendrik Baekeland 1963 Medalha William H. Nichols 1975 Prémio Linus Pauling 1976 Prémio Willard Gibbs 1980 Medalha Nacional de Ciências 1982 Prémio em Ciências Químicas NAS 1990 Prémio Químico Pioneiro 1990 Prémio Internacional Rei Faisal (Ciência) 1990 Prémio Paracelso 1994 Prémio Welch de Química 1994 Medalha Priestley 1998 Prémio Wolf de Química 2000 Medalha Lavoisier (SCF) 2000 Prémio George C. Pimentel de Química 2006 | [ 3 ] [ 4 ] [ 5 ] [ 6 ] [ 7 ] [ 8 ] [ 9 ] [ 10 ] [ 11 ] [ 12 ] [ 13 ] [ 14 ] [ 15 ] [ 16 ] |
| 27 de março     | Paul Christian Lauterbur | químico                                                            | Estados Unidos              | n. 1929 Medalha Howard N. Potts 1983 Prémio Kettering 1985 Prémio Harvey 1986 Medalha de Honra IEEE 1987 Medalha Nacional de Ciências 1987 Plaqueta Röntgen 1987 Prémio de Medicina A.H. Heineken 1989 Prémio Bower de Realização em Ciência 1990/91 Prémio Kyoto 1994 Medalha Gray 1999 Nobel de Fisiologia ou Medicina 2003 National Inventors Hall of Fame 2007                                                                                            | [ 17 ] [ 18 ] [ 19 ] [ 20 ] [ 7 ] [ 21 ] [ 22 ] [ 23 ] [ 24 ] [ 25 ]                       |
| 18 de maio      | Pierre-Gilles de Gennes  | físico                                                             | Terceira República Francesa | n. 1932 Nobel de Física 1991 Medalha Lorentz 1990 Prémio Wolf de Física 1990 | [ 26 ] [ 27 ] [ 28 ]                                                                       |

## Prémios

### Prémio Fermat
- Chandrashekhar Khare[29]